# I Have Nothing
I Have Nothing er titlen på den tredje single fra den amerikanske sangerinde, Whitney Houstons første soundtrack, som var til filmen The Bodyguard. Den blev udgivet i USA den 20. februar 1993.